# Alphonse Allais
Alphonse Allais (Honfleur, 20 de outubro de 1854 – Paris, 28 de outubro de 1905) foi um escritor e humorista da França.

## Vida
Charles-Alphonse Allais nasceu na Normandia. Filho de um boticário, foi para Paris aos 18 anos para fazer estudos de farmácia que nunca concluiu. Por outro lado, também nunca os interrompeu, e por toda a vida manteve intensas relações com a ciência de seu tempo, normalmente para fazer pândega, mas também como colaborador de Charles Cros nos seus trabalhos sobre a fotografia policrômica.
Allais começou na literatura com pequenas “fantasias” que vendia para outros, ou que ele produzia sob pseudônimos. Publica um primeiro conto sob o seu nome aos 21 anos, em 1875, cujo título é Salmigondis, num jornal de estudantes, o Tintamarre.
Aos poucos, a sua assinatura foi aparecendo em monólogos, fábulas, sentenças, provérbios, cúmulos e falsas entrevistas nos diversos jornais humorísticos que pululavam então em Paris. Allais já chacoteava tudo e todos e glórias nacionais eram passadas no liquidificador do seu humor cáustico. Assim, La Fontaine, Vitor Hugo, Guy de Maupassant, eram algumas vítimas preferenciais de seu escárnio. Outros seriam hoje desconhecidos se não fosse pelos motejos do normando. Isto foi tão longe, que, quando outro humorista quis imitar o estilo bonachão do crítico de arte Francisque Sarcey, quem protestou foi o próprio Allais, em carta aberta: “Só duas pessoas têm o direito de assinar Sarcey: o próprio Sarcey e eu mesmo.
O nome de Allais foi crescendo, com a publicação de um número cada vez maior de contos e crônicas semanais que ele publicava em numerosos jornais, que ele mesmo reuniu em uma dúzia de coletâneas de contos, publicas de 1891 a 1902, e que não representam a metade de suas obras completas (cerca de 1 300 contos e/ou crônicas). 
Abriu as suas colunas aos jovens talentos Maurice Curnonsky, Sacha Guitry, Franc-Nohain, Gabriel de Lautrec; trabalhava em numerosas colaborações, e obras póstumas foram publicadas com Jehan Soudan, Tristan Bernard e Capus. Acabou tomando a frente da cena do humor francês nos seus 15 últimos anos de vida, numa época bem provida de “divertidores”: Henry Monnier,  Georges Courteline, Sapeck (Eugène Bataille), Georges Auriol, Mac-Nab,  Eugène Chavette, Mac Astrol, Jules Jouy, Maurice Donnay, Pierre Henri Cami, Christophe (pseudónimo de Georges Colomb), mas também Verlaine, Charles Cros, Auguste Villiers de l’Isle-Adam, Claude Debussy, que não se confessavam humoristas, mas se compraziam em chocar a sociedade francesa da virada do século.
Em vida, Allais teve muitos amigos e admiradores famosos, além dos colegas já citados: Jules Renard, que muito escreveu sobre ele no seu diário, o prêmio Nobel de literatura Maurice Maeterlinck, cujos poemas Allais adorava, Alfred Jarry, que era um grande entusiasta do estilo Allaisiano, mas também André Breton.
Foi redator–chefe da revista do cabaré Chat Noir de 1885 a 1891 e do jornal Le Sourire de 1899 até a sua morte, a 28 de outubro 1905, uma semana após ter completado 51 anos, de flebite mal tratada.
Como o escreveu Jean-Claude Carrière, numa bela homenagem: “Todas [as vertentes do humor do fim do século XIX] convergem em direção a Allais. Os outros são os rios, ele é o mar” . (CARRIÈRE, 1988: 363).
Na posteridade, todos os “torturadores” da língua francesa do século XX devem algo a Allais, muitas vezes muito: Bobby Lapointe, Raymond Devos, Robert Desnos, Francis Blanche e Pierre Dac, e mais recentemente Antoine De Caunes, assim como muitos outros cuja lista exaustiva é impossível de ser redigida.
Ele foi antecessor de Oulipo com os seus versos holorimos e seus poemas com restrições, do surrealismo (ele se auto-proclamou recordista mundial de abertura de parêntesis, e lançou um desafio a quem tentasse quebrá-lo), incentivador do minimalismo pois foi ele que “lançou” Erik Satie - um conterrâneo de Honfleur - em Paris, especificamente no Chat Noir. 
Ele flerta como a patafísica sem nunca aderir realmente a este movimento e foi precursor do dadaísmo pintando quadros monocromáticos uma geração antes de Kasimir Malevitch (ver alph-allais.perso.libertysurf.fr).
Allais também compôs, antecedendo os trabalhos de John Cage e Erwin Schulhoff o primeiro exemplo de composição musical de pausas que ele intitulou "Marcha fúnebre composta para o funeral de um grande músico surdo (pois as grandes dores são mudas)".

## Principais trabalhos
- À se tordre, 1891
- Vive la vie!, 1892
- Le Parapluie de l´escouade, 1893
- Rose et vert pomme, 1894
- Deux et deux font cinq, 1895
- On est pas des boeufs, 1896
- Le bec en l´air, 1897
- L´affaire Blaireau, 1898
- Amours, délices et orgues, 1898
- Pour cause de fin de bail, 1899
- Ne nous frappons pas, 1900
- Le Captain Cap, ses aventures, ses idées, ses breuvages, 1902

### Obras traduzidas para o português
- 63 Histórias de humor e um poema desesperado. Tradução de Filipe Guerra. Colecção Avesso. Porto, 2017.